# Orlando Dipiazza
Orlando Dipiazza (Aiello del Friuli, 17 ottobre 1929 – Aiello del Friuli, 19 agosto 2013) è stato un compositore e direttore di coro italiano.

## Biografia
Si è diplomato con Bruno Cervenca al Conservatorio "G. Tartini" di Trieste.
Insieme all'attività di compositore ha praticato per molti anni la direzione corale dirigendo gruppi come il Coro Polifonico di Ruda, i Madrigalisti di Gorizia, il coro del Liceo Musicale "J. Tomadini" di Udine, il coro di voci femminili "G.Fauré" di Romans d'Isonzo (realtà non più attiva), il coro "G. Verdi" di Ronchi dei Legionari, nel 1976 è stato il fondatore del Gruppo Polifonico Claudio Monteverdi di Ruda, gruppo che ha diretto fino al 1996.
Ha composto opere teatrali, tra cui Il testamento di Arlecchino e La luna e il tamburino magico, opere vocali, strumentali e orchestrali, ma la produzione più consistente è rivolta alla musica corale.
Le sue partiture hanno ricevuto vari premi nazionali e internazionali, dagli anni settanta ad oggi (tra cui primi premi al Concorso internazionale “Guido d'Arezzo“, al Concorso internazionale di Tours, al Concorso internazionale di composizione ed elaborazione corale di Trento, al Concorso internazionale di composizione musicale per le Feste triennali del SS. Crocefisso, ecc.).
Alla direzione di diverse formazioni corali, ha vinto primi premi ai vari concorsi nazionali e internazionali di Roma, Orvieto, Ravenna, Arezzo e Gorizia.
Dipiazza si è dedicato con particolare attenzione alla ricerca etnomusicologica producendo numerosissime elaborazioni di canti popolari di tradizione arcaica soprattutto provenienti dall'area veneta e friulana.
Ha pubblicato con numerose case editrici italiane e straniere e collabora con riviste specializzate quali la Cartellina di Milano, Pro musica studium di Roma, l'Offerta Musicale di Bergamo e numerose sue opere sono raccolte nei fascicoli di Polyphonia.
Nell'occasione del suo ottantesimo compleanno la FENIARCO, l'USCI regionale e la Casa Editrice Pizzicato gli hanno dedicato un'antologia musicale intitolata Florilegium Sacrum, nella quale sono raccolti una ventina di pezzi sacri, tra i quali la Messe di San Durì per coro misto e organo e una versione per solo coro virile, scritta proprio nell'anno 2009 e dedicata a Sant'Ulderico Patrono di Aiello del Friuli.
È stato membro della commissione artistica del Concorso Internazionale "Seghizzi" di Gorizia, del Concorso Internazionale di cori voci bianche "Il Garda in Coro" di Malcesine e della commissione artistica nazionale della Feniarco.